# Steph Tolev
Stephanie Tolev (nacida c. 1985
), es una comediante y actriz canadiense.
Junto con la comediante Allison Hogg, Tolev fue miembro del dúo de sketches cómicos Ladystache, que ganó premios a la compañía de comedia más innovadora y el premio Just for Laughs en el Montreal Sketchfest en 2010 y 2014, respectivamente.
Ganó el premio a la Mejor Stand Up Femenina en los Canadian Comedy Awards de 2015, y su álbum de comedia de 2019 I'm Not Well, fue nominado al Premio Juno al Álbum de Comedia del Año en los Juno Awards de 2020, y en 2016 apareció como parte de "Los nueve actos de stand-up más divertidos de Toronto en este momento", publicado por la revista Toronto Life.

## Primeros años de vida
Nacida en Toronto de padres inmigrantes búlgaros, Tolev creció en el distrito de East York de la ciudad y asistió al East York Collegiate Institute. Desde los tres hasta los dieciocho años participó en concursos de danza montañesa. Se inspiró para realizar comedia después de interpretar el papel de Nick Bottom en una producción de la escuela secundaria de El sueño de una noche de verano de Shakespeare.
Tolev se inscribió en el programa de escritura y actuación de comedia en Humber College y actuó en stand-up por primera vez en un bar de Scarborough a los 18 años. Fue en Humber College donde conoció a la futura colaboradora de sketches cómicos, Allison Hogg. Después de graduarse en 2005, Tolev y Hogg formaron parte de un grupo deimprovisación exclusivamente femenino de cuatro personas.

## Carrera
En 2009, Tolev y Hogg formaron el dúo de sketches cómicos Ladystache. El nombre de la compañía hace referencia a un bigote femenino. Tolev y Hogg fueron influenciados por The Kids in the Hall, Simon Pegg y Nick Frost, y SCTV.
Ladystache ganó el premio a la compañía de comedia más innovadora en el Sketchfest de Montreal en 2010 y fue nominada a la mejor compañía de sketches en los Canadian Comedy Awards de 2013. Ganaron el premio Just for Laughs en el Montreal Sketchfest en 2014 y lanzaron su álbum de comedia "So Many Wolves" ese mismo año. El dúo también actuó en el Edinburgh Fringe, North by Northeast, los Sketchfests de Toronto y Vancouver, así como en el festival Just for Laughs en Toronto.
Mientras actuaba con Ladystache, Tolev continuó haciendo stand-up y ganó el premio a la Mejor Stand Up Femenina en los Canadian Comedy Awards de 2014. Fue finalista en el concurso Next Top Comic de Sirius XM Canada en 2015.
En 2016, Tolev se mudó a Los Ángeles y lanzó su primer álbum de stand-up Hot N' Hungry. Lanzó su álbum de comedia "I'm Not Well" en 2019, lo que le valió una nominación al Premio Juno al Álbum de Comedia del Año en 2020. Se convirtió en una habitual remunerada de The Comedy Store en 2021.
En 2022, abrió para Bill Burr durante su gira de comedia y apareció en su especial de Netflix, Bill Burr Presents: Friends Who Kill. Actuó en Just For Laughs en Montreal en 2023 y lanzó su podcast "Steph Infection" ese mismo año. Para su podcast, Tolev entrevista a otros comediantes sobre dolencias corporales.
En 2023, apareció en la película de Netflix, Papás a la antigua, en un papel secundario.
El estilo cómico de Tolev, tanto en sketches como en stand-up, ha sido descrito por los medios como "obsceno" Durante una entrevista en 2022, Tolev describió su comedia como "descarada, vulgar, autocrítica, física, tonta y dolorosamente real."